# Jaroslav Pekelský
Jaroslav Pekelský (geboren 22. Januar 1898 in Sobotka, Österreich-Ungarn; gestorben 12. Januar 1978 in Prag, Tschechoslowakei) war ein tschechoslowakischer Violinist und Komponist.

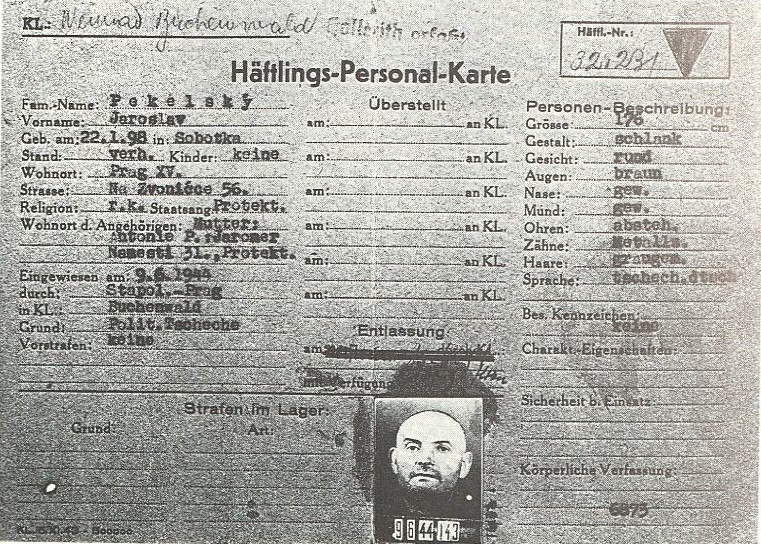
Häftlingskarte im KZ Buchenwald (1944)

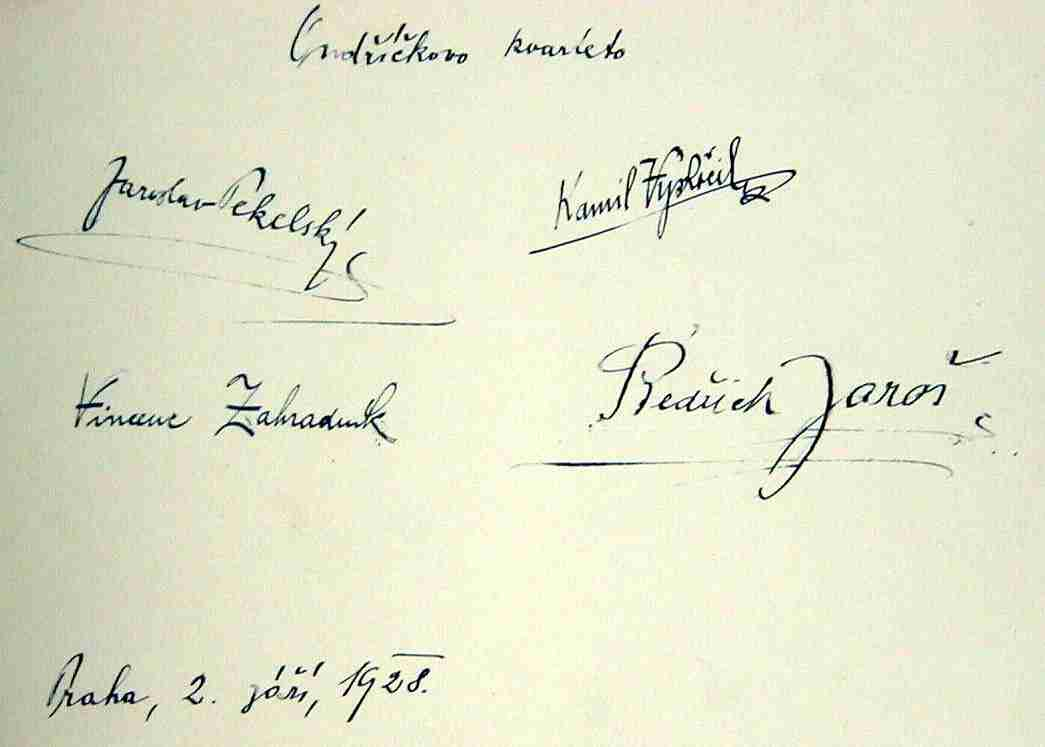
Ondříček Quartett (1928)

## Leben
Jaroslav Pekelský studierte Violine an der Prager Akademie (AMU) und lehrte anschließend an der Hochschule, unter seinen Studenten waren Václav Snítil, Bohuslav Matoušek und Josef Vlach. 1921 gründete er mit anderen Absolventen ein Streichquartett, das im Folgejahr das „Quartett in a-moll“ von František Ondříček aufführte und sich mit Genehmigung des Komponisten fortan Ondříček-Quartett nannte. Pekelský war zunächst Primarius und wechselte 1932 an das zweite Pult. Das Quartett ging ab 1924 auf Tourneen im Ausland. Es trat ab 1927 bis 1954 regelmäßig im Tschechischen Rundfunk auf und hatte dadurch ein weites Repertoire. 1932 wurde es von Josef Suk im Stil des České kvarteto geschult.
Während der deutschen Besatzung der Tschechoslowakei geriet er im Gefängnis Pankrác in Haft. 1944 war er für knapp drei Monate in der Kleinen Festung Theresienstadt inhaftiert. Nach seiner Überstellung in das Konzentrationslager Buchenwald übernahm er dort als Primarius das Häftlingsensemble „tschechisches Streichquartett“.
Nach der Befreiung trat er in der Tschechoslowakei wieder mit dem Ondříček-Quartett auf.

## Kompositionen (Auswahl)
- Balada pro violoncello, a klavír složil. Prag: Neubert, 1924
- Á la Gavotte / Pro housle s průvodem klavíru složil Jaroslav Pekelský. Prag: Neubert, 1924